# 新しいことを始めよう
「新しいことを始めよう」（あたらしいことをはじめよう）は1996年5月22日発売された爆風スランプ28枚目のシングル。

## 概要
2曲ともバーベQ和佐田が作曲。和佐田作品がシングル表題曲に選曲されたのは初。カバーアートには琴が描かれている。

## 収録曲
1. 新しいことを始めよう
作詞:サンプラザ中野　作曲:バーベQ和佐田　編曲:西脇辰弥/爆風スランプ
京セラ「春の京セラ携帯通信フェア」CMソング
2. 不思議少女ナナ
作詞:サンプラザ中野　作曲:バーベQ和佐田　編曲:西脇辰弥/爆風スランプ
12枚目アルバム「怪物くん」収録。
3. 新しいことを始めよう＜オリジナルカラオケ＞
作詞:サンプラザ中野　作曲:バーベQ和佐田　編曲:西脇辰弥/爆風スランプ

## 収録アルバム
- 怪物くん (#2)
- GOLDEN☆BEST 爆風スランプ ALL SINGLES (#1)